# Ankerstraße 1c (Magdeburg)

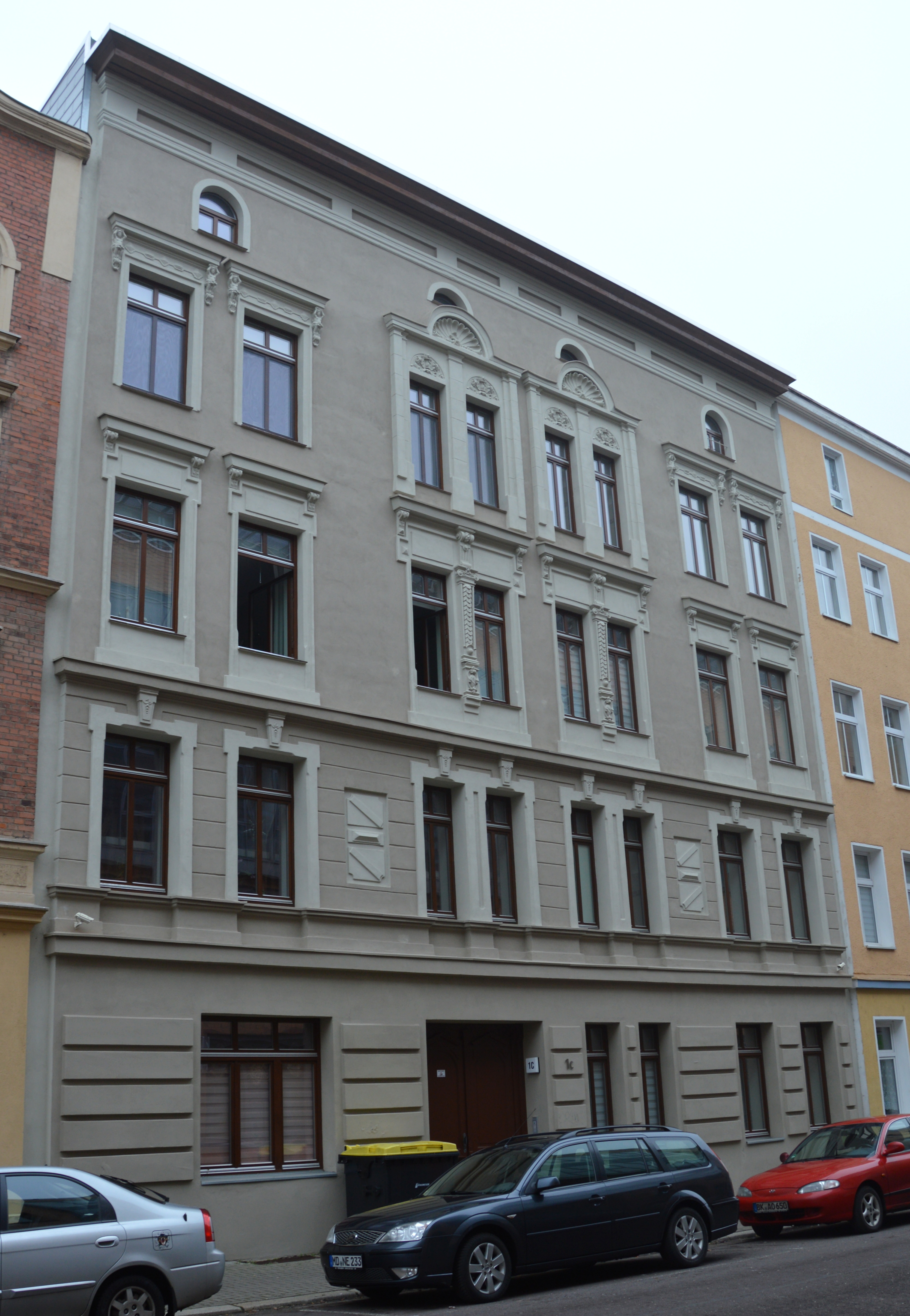
Haus Ankerstraße 1c

Das Gebäude Ankerstraße 1c ist ein denkmalgeschütztes Wohnhaus in Magdeburg in Sachsen-Anhalt.

## Lage
Das Gebäude befindet sich auf der Nordseite der Ankerstraße im Magdeburger Stadtteil Neue Neustadt. Westlich grenzt das gleichfalls denkmalgeschützte Haus Ankerstraße 1d an.

## Architektur und Geschichte
Der viereinhalbgeschossige Bau wurde im späten 19. Jahrhundert im Stil der Neorenaissance errichtet. Die Mitte der achtachsige Fassade des verputzten und repräsentativ gestalteten Gebäudes wird in besondere Weise durch die paarweise Zusammenfassung der vier mittleren Achsen in den oberen Stockwerken betont. Bemerkenswert sind die sehr kleinen Karyatiden, die die Kragplatten oberhalb der Fenster in den vier äußeren Achsen des dritten Obergeschosses als Konsolen stützen.
Als Teil des gründerzeitlichen Straßenzugs gilt das Haus als städtebaulich bedeutsam.
Im örtlichen Denkmalverzeichnis ist das Gebäude unter der Erfassungsnummer 094 82213 als Wohnhaus verzeichnet.